# Robert al II-lea de Artois

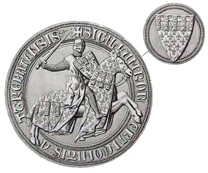
Robert al II-lea, Conte de Artois

Robert al II-lea (n. septembrie 1250 – d. 11 iulie 1302) a fost conte de Artois.

## Viața
Robert a fost fiul postum și moștenitorul contelui Robert I de Artois cu Matilda de Brabant. Totodată, Robert era nepot de frate al regelui Ludovic al IX-lea al Franței.

Blazonul conților de Artois.

Soldat experimentat, Robert a luat parte la Cruciada aragoneză și a încercat să incadeze Sicilia în 1287. De asemenea, el a înfrânt pe flamanzi în 1297 în bătălia de la Furnes. El a fost încă o dată trimis în Flandra în iulie 1302, unde a început să devasteze teritoriul și a încercat să captureze orașul Kortrijk. Apoi, s-a confruntat cu armata flamandă în bătălia pintenilor de aur (la Courtrai). Infanteria sa a avansat cu succes împotriva flamanzilor (care erau în principal miliții orășenești), însă a ordonat apoi retragerea, pentru a permite cavaleriei să desăvârșească victoria. Însă având de a face cu un teren mlăștinos, cavalerii săi nu au izbutit să dea lovitura zidului de scuturi făcut de flamanzi, drept pentru care ei au fost zdrobiți și măcelăriți. Robert a condus o parte din rezervele sale pentru un nou atac în încercarea de a întoarce soarta luptei, însă a fost doborât de către infanteria flamandă.
În 1288 Robert a început lucrările la un mare parc la Hesdin. Acesta conținea o menajerie, crescătorii de păsări, heleștee, livezi, o grădină împrejmuită și locuri pentru turniruri.

## Familia
În 1262, în Paris a avut loc căsătoria lui Robert cu Amicia de Courtenay (n. 1250–d. 1275), fiică a seniorului Petru de Conches, strănepot al regelui Ludovic al VI-lea al Franței cu Perronelle de Joigny.
Ei au avut trei copii:
- Mahaut (n. 1268–d. 1329), succesoare la conducerea comitatului de Artois
- Filip (n. 1269–d. 1298)
- Robert (n. 1271, decedat de tânăr)

După moartea Amiciei, Robert s-a recăsătorit în două rânduri: mai întâi, în 1277, cu Agnes de Dampierre (n. 1237–d. 1288), moștenitoare a Bourbonului, iar apoi, în 18 octombrie 1298 cu Margareta (d. 1342), fiică a contelui Ioan al II-lea de Hainaut. După moartea lui Robert, comitatul de Artois a fost moștenit de către fiica sa Mahaut, însă nepotul său Robert al III-lea a contestat domnia acesteia.